# Oszolnica
Oszolnica (macedónul: Осолница) település Észak-Macedóniában, a Délnyugati körzet Centar Zsupa-i járásában. A település a Sztogovo hegy nyugati lábánál fekszik

## Népesség
| Lakosok száma | 110  | 72   | 19   | 10   | 3    |      |
|               | 1948 | 1953 | 1961 | 1971 | 1991 | 2002 |

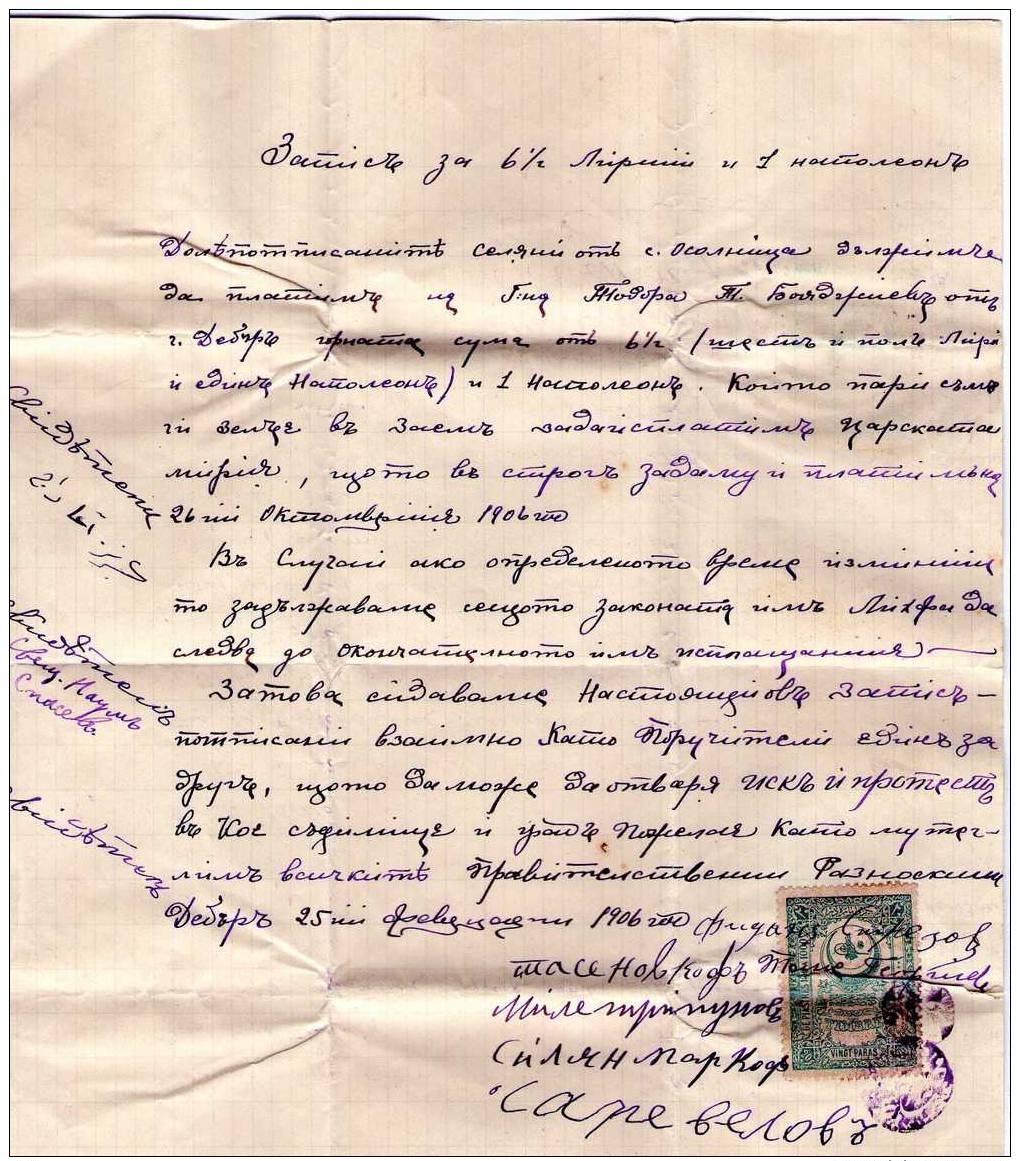
Okirat 1906 februárjából

A 19. században két népcsoport lakta, a bolgár és a török. Egy, Konstantinápolyban 1878-ban kiadott népességnyilvántartás szerint 1873-ban tíz háztartásban 34 bolgár és 30 háztartásban 63 török lakosa volt.
Vaszil Kancsov statisztikai kiadványa szerint (Македония. Етнография и статистика) 1900-ban Oszolnicán 130 keresztény bolgár és 200 török lakos élt.
2002-ben lakatlan település.